# 滾動時域估計
滾動時域估計（Moving horizon estimation、MHE）是一種利用一連串量測的信號進行最优化的作法，量測的信號中包括雜訊（隨機變異）以及其他的不準確性，根據這些信號產生未知參數或是變數的估計值。滾動時域估計和確定性的作法不同，滾動時域估計需要遞迴式的求解法，利用线性规划或非线性规划來找到對應的解。
若在一些可以簡化的條件下，滾動時域估計可以簡化成卡尔曼滤波。在針對擴展卡爾曼濾波器及滾動時域估計的評估中，發現滾動時域估計的性能有所提昇，唯一需要付出的代價是其計算成本。因為滾動時域估計在計算上的成本較高，因此一般會應用在運算資源較充裕的系統，而且是反應較慢的系統。不過在文獻中已有不少加速的方法。

## 簡介
滾動時域估計一般會用在动力系统中，估計一些有量測或是無法量測的狀態。會透過滾動時域估計來調整模型的初始狀態以及參數，讓估計結果接近量測結果。滾動時域估計是以在有限時間區間內，對程序模型及量測的最佳化為基礎。在時間t時，針對當前程序狀態進行取樣，再針對包括過去在內，較短的時間區間 {\displaystyle [t-T,t]}計算可以最小化策略（會使用數值的最小化）。滾動時域估計會用即時運算（透過歐拉-拉格朗日方程）來找到在時間{\displaystyle t}之間可以讓目標函數最小化的策略。但只有估計策略中的最後一步會用到，之後再針對滾動後的時域重新對程序數據取樣，再進行計算，得到新的狀態路徑以及估測參數。因為估計的時間區間會一直往前移動，因此此法會稱為滾動時域估計。此作法不一定是最佳的，但在實務上和卡尔曼滤波及其他估計策略比較，有不錯的結果。

### 原理
滾動時域估計是多變數的估計演算法，會用到
- 程序的內在動態模型
- 過去量測值的歷史
- 在估計時間區間內的最佳化費用函數

來計算最佳的狀態及參數
其最佳化估計函數為
{\displaystyle J=\sum _{i=1}^{N}w_{y}(x_{i}-y_{i})^{2}+\sum _{i=1}^{N}w_{\hat {x}}(x_{i}-{\hat {x_{i}}})^{2}+\sum _{i=1}^{N}w_{p_{i}}{\Delta p_{i}}^{2}}

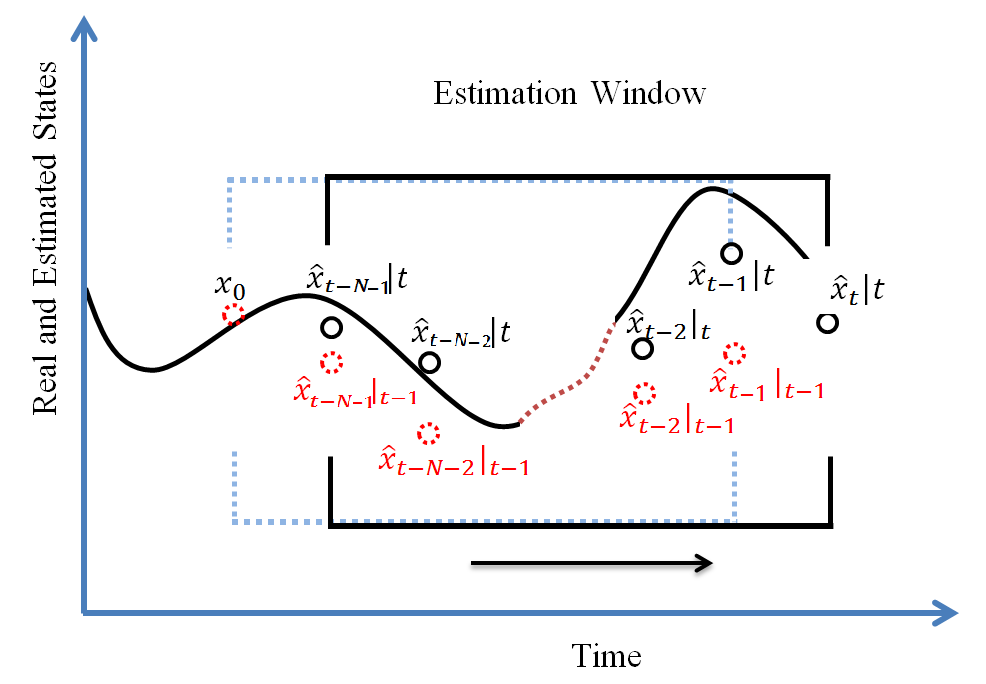
滾動時域估計的架構

並且沒有違反狀態或是參數的限制條件（例如上下限）
其中
{\displaystyle x_{i}} = 第i個模型估計變數（例如估計溫度）
{\displaystyle y_{i}} = 第i個量測變數（例如實測估計溫度）
{\displaystyle p_{i}} = 第i個估計參數（例如熱傳係數）
{\displaystyle w_{y}} = 加權係數，反應量測值{\displaystyle y_{i}}的相對重要性
{\displaystyle w_{\hat {x_{i}}}} = 加權係數，反應之前模型預測{\displaystyle {\hat {x_{i}}}}的相對重要性
{\displaystyle w_{p_{i}}} = 加權係數，避免{\displaystyle p_{i}}的大幅變化
滾動時域估計使用滾動的時間區間。在每一次取樣時，時間區間會往前前進一個時間間隔，會分析量測的輸出信號以及最近的輸出信號，來估測目前時間區間的狀態。

## 應用
- MATLAB、Python及Simulink都已有滾動時域估計的程式碼[6]
- 監控工業製程的污染[7]
- 石油及天然氣產業[8]
- 聚合物製造[9]
- 無人航空系統[10][11]

## 延伸閱讀
- Rawlings, James B. . Mathematics in Science and Engineering. Madison, WI: [Nob Hill Publishing, LLC. 2009: 576. ISBN 978-0-9759377-0-9.

## 外部連結
- MHE Tutorial in Simulink and MATLAB （页面存档备份，存于）
- MHE lecture material （页面存档备份，存于）
- Online Course: （页面存档备份，存于） MHE in Simulink, MATLAB and Python